# Grünwalde (Pillkallen)
Grünwalde, litauisch Žalgiriai, ist ein verlassener Ort im Rajon Krasnosnamensk der russischen Oblast Kaliningrad.
Die Ortsstelle befindet sich zwei Kilometer südwestlich von Djatlowo (Neuweide). 

## Geschichte

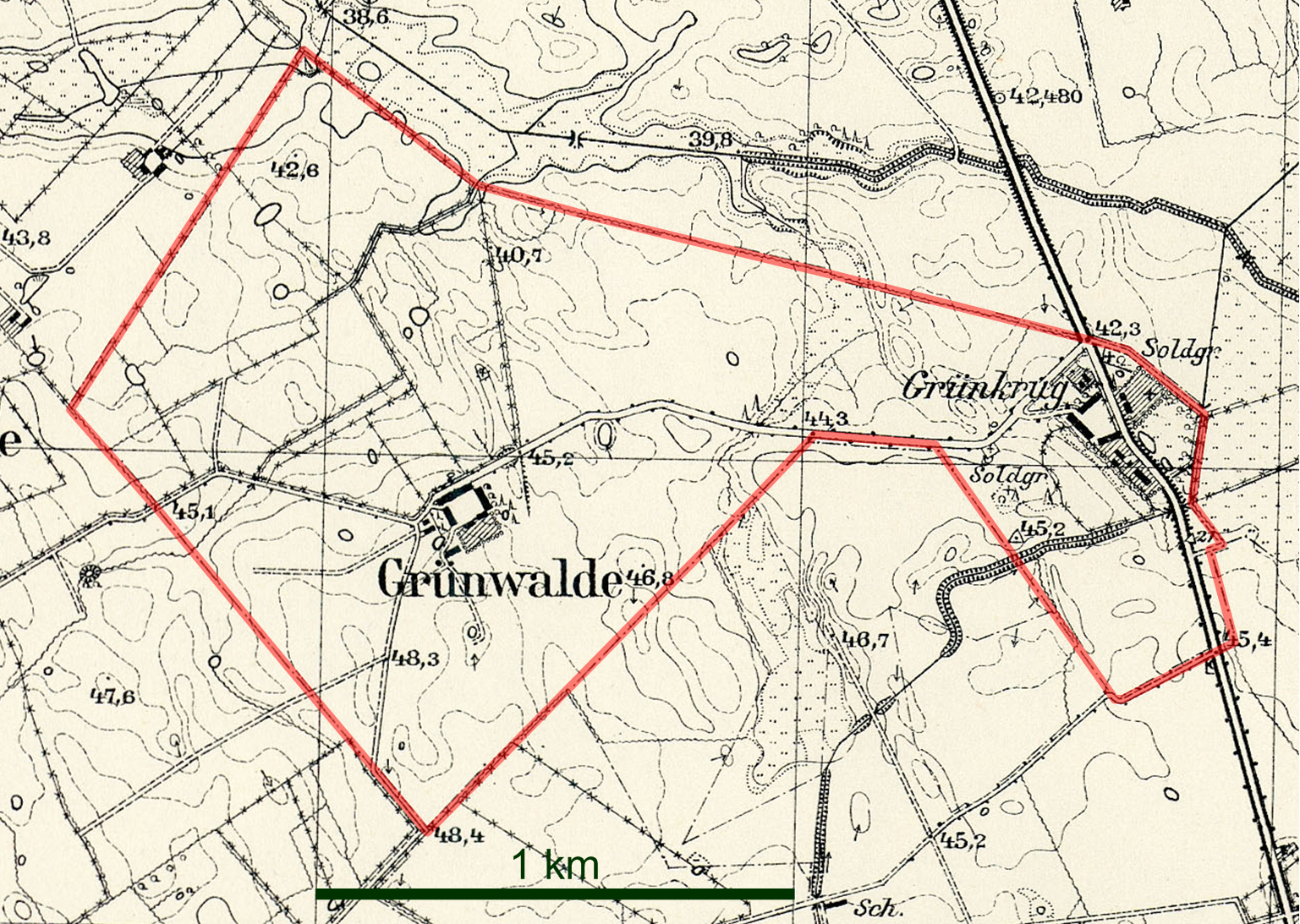
Die Gemeinde Grünwalde auf einem Messtischblatt von 1935

Der Ort Grünwalde ist auf der Schrötterkarte von 1802 eingezeichnet. Um 1820 war Grünwalde, das auch Zallgirren oder Szallgirren genannt wurde, ein erbfreies Dorf mit 21 Bewohnern, das zum Amt Lesgewangminnen im Kreis Pillkallen gehörte. 1857 wurde Grünwalde als Gutsbesitzung mit der Gutsbesitzung Neusorge (54° 49′ 9″ N, 22° 18′ 14″ O (in etwa nach der Schrötterkarte von 1802), wurde schon vor 1945 aufgegeben) und dem Grundstück Grünkrug zur Landgemeinde (?) Grünwalde zusammengefasst. 1874 wurde die Landgemeinde Grünwalde dem neu gebildeten Amtsbezirk Baltruschelen zugeordnet.
1945 kam Grünwalde in Folge des Zweiten Weltkrieges mit dem nördlichen Ostpreußen zur Sowjetunion. Einen russischen Namen bekam das eigentliche Grünwalde, im Gegensatz zu Grünkrug, nicht mehr.

### Einwohnerentwicklung
| Jahr | Einwohner | Bemerkungen          |
| ---- | --------- | -------------------- |
| 1867 | 78        |                      |
| 1871 | 54        | Davon in Grünkrug 32 |
| 1885 | 81        | Davon in Grünkrug 18 |
| 1905 | 83        | Davon in Grünkrug 61 |
| 1910 | 93        |                      |
| 1933 | 79        |                      |
| 1939 | 91        |                      |

## Kirche
Grünwalde gehörte zum evangelischen Kirchspiel Rautenberg.